# Epidendrum ibaguense
Az Epidendrum ibaguense az egyszikűek (Liliopsida) osztályának spárgavirágúak (Asparagales) rendjébe, ezen belül a kosborfélék (Orchidaceae) családjába tartozó faj.

## Előfordulása
Az Epidendrum ibaguense Közép- és Dél-Amerikában nagyon elterjedt, gyakran sziklákon, ritkábban fákon nő; máshol csak kultúrában található.

## Megjelenése
A szár felálló, heverő vagy kúszó, gyakran körülbelül 1 méter hosszú és csak 5 milliméter vastag, nagyrészt barnás levélhüvelyek borítják. Levele szárölelő, ülő, tojásdad vagy hosszúkás, 3,5-16 centiméter hosszú, 0,8-5 centiméter széles, húsos. Levelei kétsorosan állnak. A virágok színe a sötétvöröstől a csaknem sárgáig változik, a virágtakaró 5 lepellevelű. A mézajak a bibeoszlopra ránőtt, a végén 3 karéjú, rojtos. A mézajak 8-15 milliméteres. A virágok ferdén vagy meredeken felfelé állnak, gömbölyű vagy körülbelül 15 centiméter hosszú, tömött fürtökben fejlődnek a szárak végén. A szár utolsó 10-50 centiméteres részén csak pikkelylevelek találhatók. Termése ferde-elliptikus, 2,5-4 centiméter hosszú tok, amely sok apró magot tartalmaz.

## Életmódja
A növény csaknem mindenütt életképes, csupasz sziklákon éppúgy, mint homoktalajokon, fákon vagy akár úszó szigeteken, amelyek hordalékból és vízinövényekből képződnek. Gyakran parlagokon találjuk meg, selyembokor (Asclepias curassavica) és sétányrózsa (Lantana camara) társaságában, melyek virágai hasonló színűek. Ha szára a talajjal érintkezik, csomóin gyakran gyökereket fejleszt, folytatva a növekedést. Ilyen módon a szár hosszúsága akár a 10 métert is elérheti.

## Képek

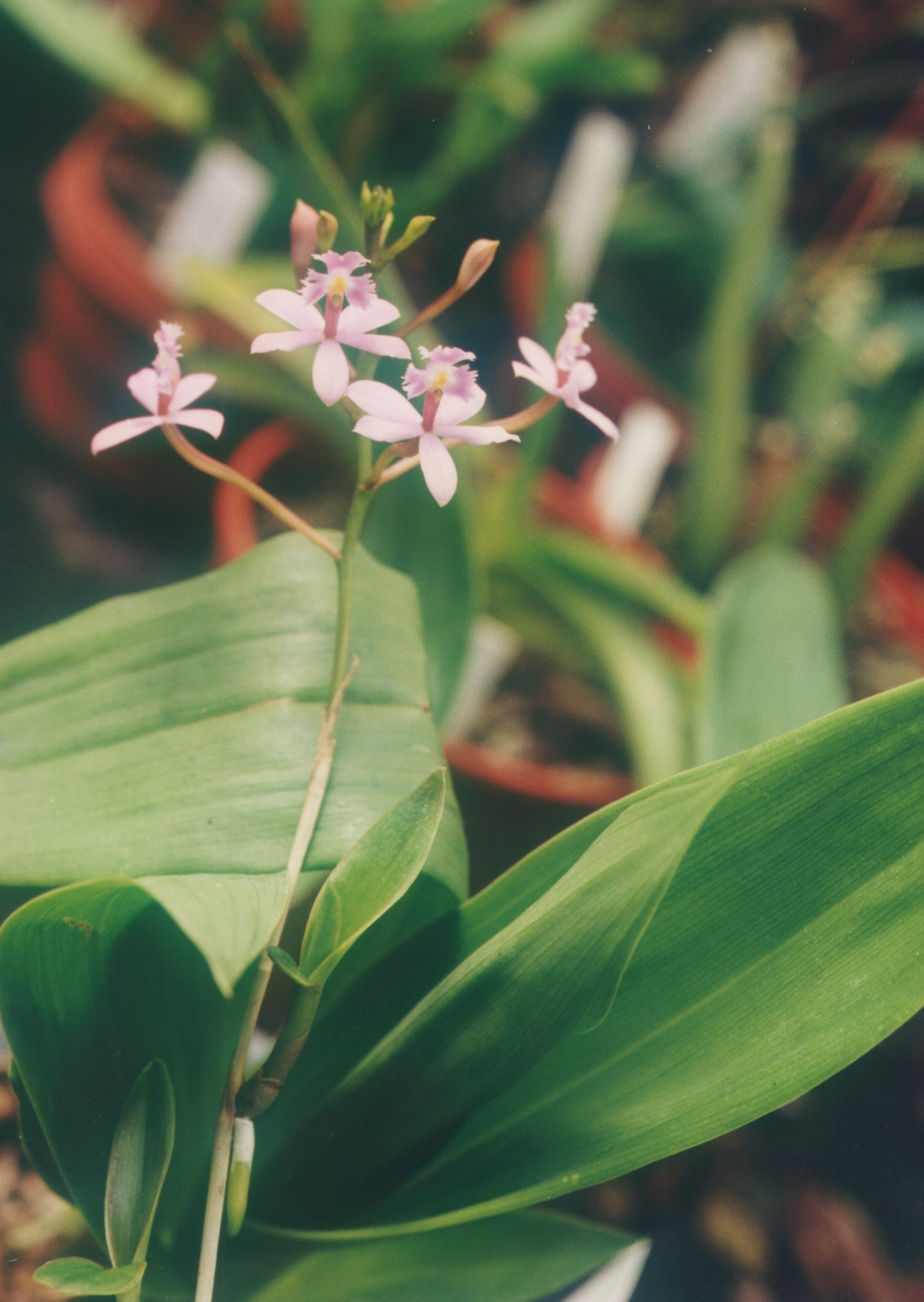
A növény
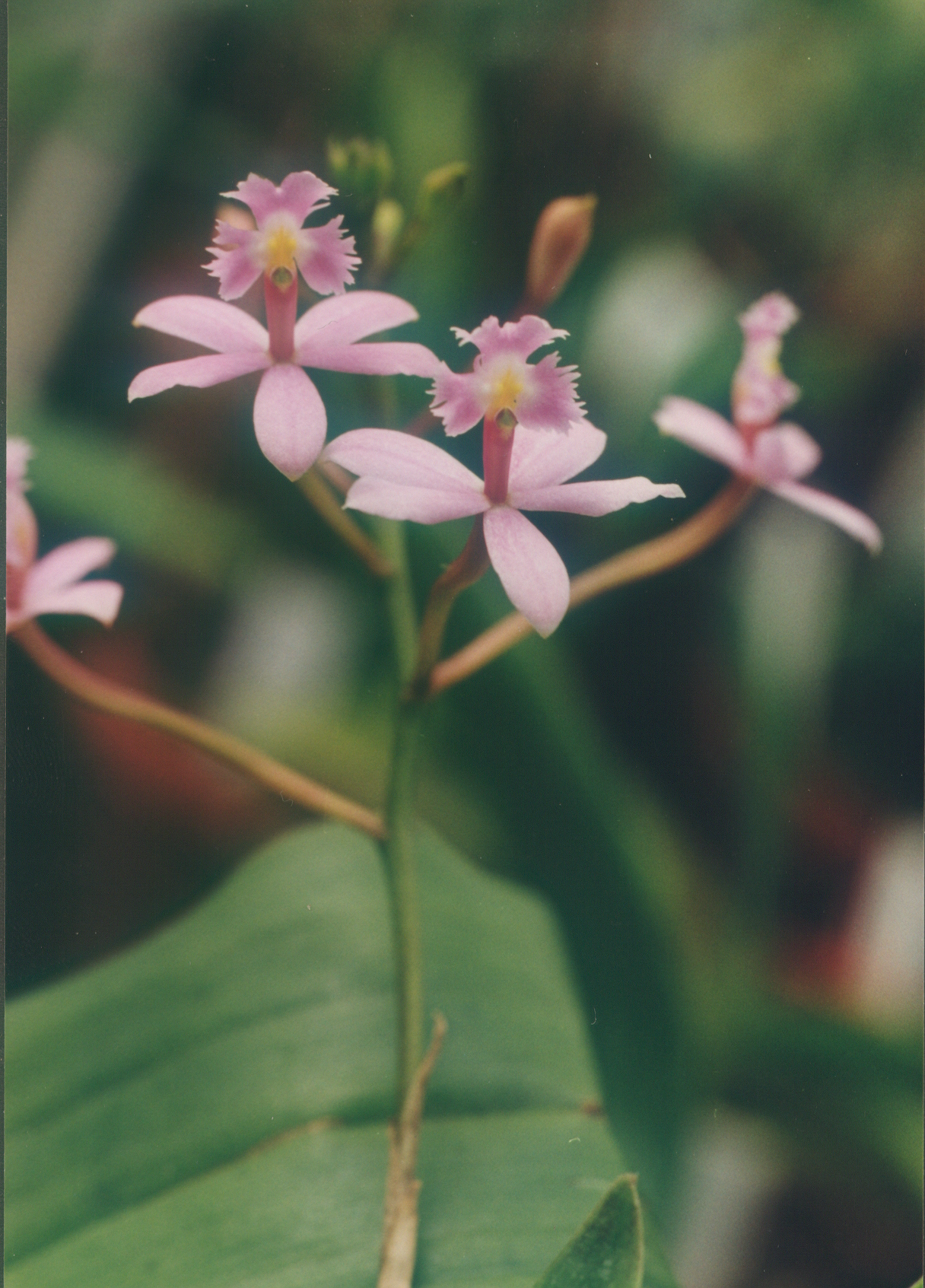
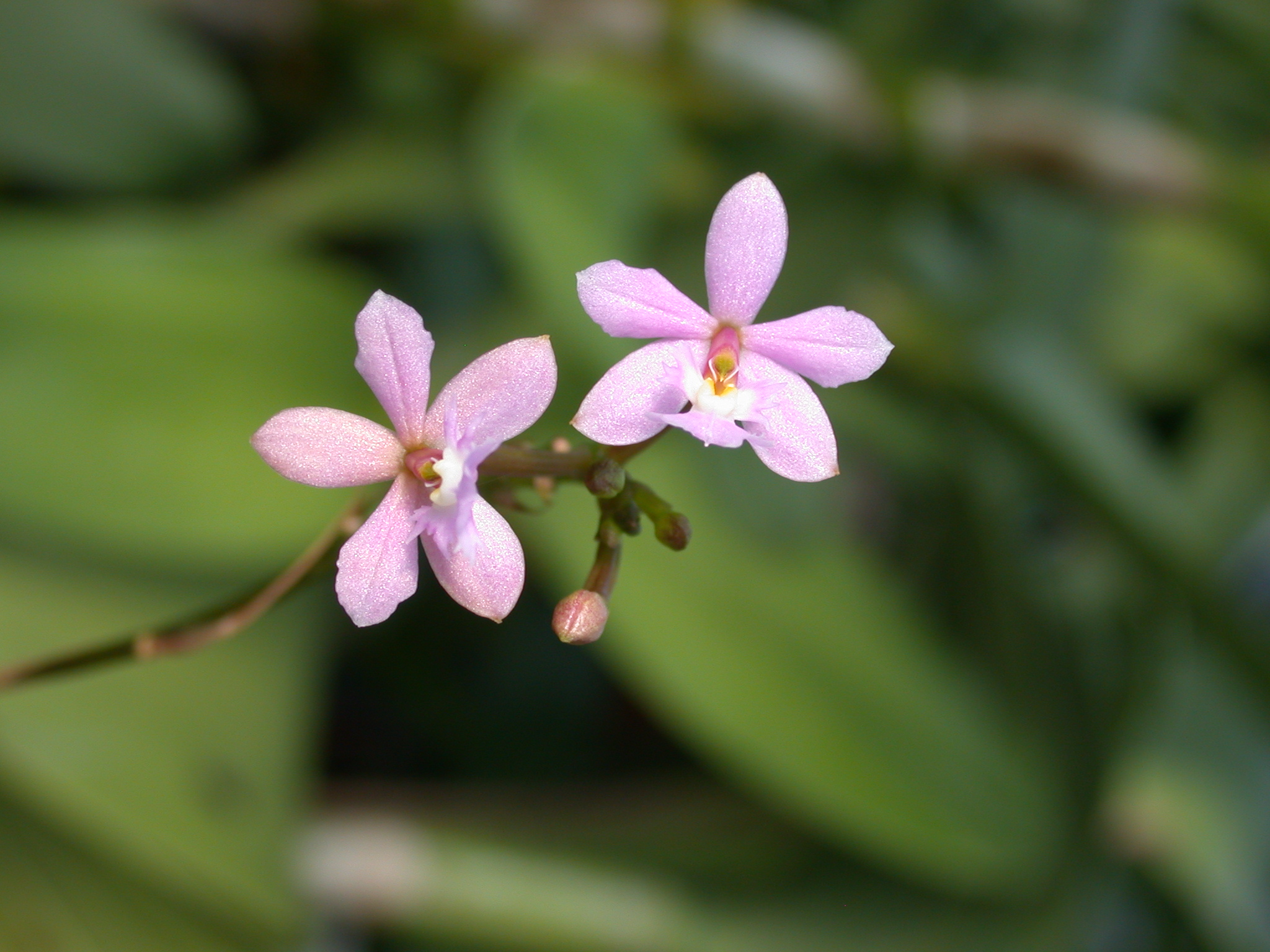
Virágai